# Кропи (озеро)
Кро́пи (біл. Кропы) — невелике озеро в Верхньодвінському районі Вітебської області Білорусі.
Озеро розташоване за 22 км на північний захід від міста Верхньодвінськ.
Довжина озера — 750 м, ширина — 180 м, площа — 0,1 км². Озеро нестічне.
Озеро обмежене пагорбами висотою до 15 м, порослі чагарниками, частково розорані.